# 本庄市立中央小学校
本庄市立中央小学校（ほんじょうしりつちゅうおうしょうがっこう）は、埼玉県本庄市緑1丁目16番1号にある公立小学校。
学校教育目標は「かしこく　やさしく　たくましく」である。

## 沿革
- 1980年（昭和55年）
  - 4月1日 - 本庄市立中央小学校開校。
  - 7月1日 - プール工事完了。
- 1981年（昭和56年）
  - 4月1日 - B棟東部分完成。
  - 3月25日 - 固定遊具・体育施設完成。
  - 10月4日 - 校章制定。体育館工事完了。
- 1982年（昭和57年）
  - 1月18日 - 体育館工事完了。
  - 3月13日 - 開校記念式典挙行し、校旗・校歌制定、校歌碑建立。開校記念日を新たに制定。
  - 3月29日 - 理科園工事完了。
- 1983年（昭和58年）3月18日 - A～B棟間中庭、体育館玄関東に造園工事完了。
- 1984年（昭和59年）3月7日 - A棟西昇降口、B棟昇降口中間へ通学道(幅1.8m)工事完了。
- 1986年（昭和61年）
  - 2月24日 - 岩石園及び地形断層模型完成。
  - 3月6日 - 校内テレビ放送設備完了。
  - 12月1日 - 昭和60・61年度埼玉県教育委員会委嘱放送教育研究発表。
- 1987年（昭和62年）11月11日 - 視聴覚放送研究大会小学校部会放送教育授業公開。
- 1989年（平成元年）11月12日 - 開校10周年記念式典挙行・記念誌発行。
- 1990年（平成2年）10月11日 - 校庭防球ネット設置。
- 1991年（平成3年）11月15日 - 平成3年度埼玉県教育委員会委嘱同和教育本発表
- 1993年（平成5年）2月18日 - A棟から体育館への通路屋根取り付け工事完了
- 1994年（平成6年）3月30日 - 体育用具室完成。
- 1995年（平成7年）6月23日 - 平成7年度埼玉県教育委員会､埼玉県小学校体育連盟委嘱小学校体育授業研究発表。
- 1996年（平成8年）12月21日 - 文部省指定道徳教育推進県・本庄市委嘱道徳教育研究発表。
- 1997年（平成9年）7月1日 - コンピュータ室（22台）設置。
- 1999年（平成11年）9月6日 - プールろ過装置交換工事完了。
- 2000年（平成12年）3月3日 - 開校20周年記念式典挙行。
- 2002年（平成14年）9月10日 - 視聴覚室をコンピュータ室Aに改修､新機種22台導入。
- 2003年（平成15年）8月22日 - 学校図書館全蔵書コンピュータ管理開始。
- 2004年（平成16年）11月5日 - 本庄市教育委員会委嘱、体力向上推進校研究発表。
- 2006年（平成18年）10月20日 - 本庄市教育委員会委嘱、人権教育研究発表会。
- 2007年（平成19年）8月22日 - コンピュータ室Bに新機種22台導入。
- 2009年（平成21年）11月13日 - 開校30周年記念誌発行。記念式典はインフルエンザによる臨時休校により中止。
- 2012年（平成24年）
  - 9月20日 - コンピュータ室Aに新機種21台導入。
  - 2月20日 - 校舎耐震補強工事完了。
- 2015年（平成27年）
  - 1月28日 - 本庄市教育委員会委嘱体力向上研究発表会。
  - 10月15日 - 埼玉県教育委員会指定体力課題解決研究発表会。
- 2016年（平成28年）10月10日 - 全国学校体育研究大会最優秀校。
- 2019年（平成31年・令和元年）
  - 1月18日 - トイレ改修工事完了。
  - 4月1日 - 学校運営協議会設置。
  - 8月1日 - 机・椅子の入れ替え。
- 2021年（令和3年）1月7日 - 児童用クロームブック導入（全児童）。
- 2022年（令和4年）
  - 3月15日 - 空調設備改修工事（B棟生活科室、少人数教室）。
  - 3月20日 - 消火栓ポンプ改修工事。

## 通学区域
出典
- 前原1～2丁目、南1～2丁目、栄1丁目の一部、栄2丁目の一部、柏1～2丁目、駅南1丁目、駅南2丁目の一部、けや木1丁目の一部、けや木2丁目の一部、見福1～5丁目、緑1～3丁目、早稲田の杜1丁目の一部、東富田、西富田の一部、四方田

## 進学先中学校
出典
- 本庄市立本庄南中学校

## 周辺
- 女堀川
- 本庄市どんぐり公園
- 本庄市さくら公園
- 群馬県道・埼玉県道23号藤岡本庄線（南大通り）
- 本庄市いちょう公園
- 本庄市くるみ公園
- 本庄市立本庄南中学校

## アクセス
- 本庄市コミュニティバス「はにぽん号」で、「中央小学校」停留所下車。